# Ellopostoma
Ellopostoma es un género de peces de la familia de los balitóridos y de orden de los cipriniformes.

## Distribución geográfica
Se encuentra en Asia: Tailandia, la Malasia peninsular y el oeste de Borneo.

## Especies
- Ellopostoma megalomycter (Vaillant, 1902)[10][11]
- Ellopostoma mystax (Tan & Lim, 2002)[12][4][13][14][15][16][17][18]

## Estado de conservación
Solo el Ellopostoma mystax aparece en la Lista Roja de la UICN.